# Dummy (série télévisée)
Pour les articles homonymes, voir Dummy.
Dummy est une série télévisée américaine créée par Cody Heller qui a fait ses débuts sur Quibi le 20 avril 2020. La série est basée sur une expérience de vie réelle entre Heller et son partenaire Dan Harmon, dans laquelle elle a découvert qu'il avait une poupée sexuelle.
La série a été initialement développée en tant que pilote de télévision, mais le script a été réécrit en tant que film, puis divisé en épisodes de moins de 10 minutes pour s'adapter au concept de Quibi.

## Synopsis
Cody, une jeune scénariste sans inspiration, est en couple avec Dan, un scénariste récompensé pour son talent. Un soir, alors qu'elle a consommé du cannabis et des comprimés dont la date est expirée, elle entend la poupée sexuelle de son compagnon lui parler.

## Distribution

### Acteurs principaux
- Anna Kendrick : Cody Heller
- Meredith Hagner : Barbara Himmelbaum-Harmon
- Donal Logue : Dan Harmon

### Acteurs secondaires
- Wayne Federman : Stu
- Gustavo Escobar : Jaxon
- Tricia Cruz : La mère de Jaxon
- Brynn Horrocks : la prostituée camée
- Pedro Lopez : le vendeur
- Adam Shapiro : Robber

## Épisodes
1. Titre français inconnu (Expired Melatonin)
2. Titre français inconnu (Ideal Woman)
3. Titre français inconnu (Doll Parts)
4. Titre français inconnu (Terrible Writer/Useless Sex Doll)
5. Titre français inconnu (Passive Protagonist)
6. Titre français inconnu (Subtextual Feminism)
7. Titre français inconnu (The Bechdel Test)
8. Titre français inconnu (Woman With Agency)
9. Titre français inconnu (Paraben-Free Lube)
10. Titre français inconnu (Plus Size Plus One)